# Thomas Polgar
Thomas Polgar (ur. 24 lipca 1922, zm. 22 marca 2014 w Winter Parku na Florydzie), wieloletni funkcjonariusz amerykańskich służb specjalnych (Biura Służb Strategicznych i Centralnej Agencji Wywiadowczej), m.in. szef stacji CIA w Wiedniu, Sajgonie i Meksyku.
Pracę w amerykańskich służbach specjalnych rozpoczął zaraz po II wojnie światowej, w 1946.  Pracował wówczas w kontrwywiadzie (X-2) istniejącego jeszcze Biura Służb Strategicznych (Office of Strategic Services) w Berlinie.  Po likwidacji Biura został przeniesiony do Departamentu Obrony (DoD) (jeszcze wtedy Departament Wojny), gdzie od 1948, pracował w Biurze Operacji Specjalnych (OSO).  Na początku lat 50.  przeniósł się do Centralnej Agencji Wywiadowczej.  W 1951 wyjechał do Berlina Zachodniego na stanowisko zastępcy szefa tamtejszej Bazy Operacyjnej CIA.  Po powrocie do Stanów Zjednoczonych w 1955, został przeniesiony do centrali CIA w Langley, na stanowisko szefa operacji w Wydziale Europy Wschodniej (East Europe Division) Zarządu Planowania. Od 1957 ponownie za granicą, tym razem jako pracownik Bazy Operacyjnej CIA w Hamburgu, a od 1961 w Wiedniu. W 1965 roku po powrocie do USA został szefem operacji w Wydziale Półkuli Zachodniej (Western Hemisphere Division) Zarządu Planowania CIA. Dwa lata później (1967) wyjechał do Buenos Aires, gdzie objął funkcję szefa tamtejszej stacji CIA, następnie od 1972 sprawował tę samą funkcję (szefa Stacji CIA) w Sajgonie. Od 1975 ponownie w centrali jako pracownik Wydziału Radzieckiego i Europy Wschodniej Zarządu Operacji CIA. W lipcu 1976 wyjechał do Meksyku na stanowisko szefa tamtejszej Stacji CIA, od 9 sierpnia 1979, sprawował to samo stanowisko (szefa Stacji CIA) w Bonn. Od 11 listopada 1981 na emeryturze.  